# Singer Laren
Le Singer Laren est un musée situé à Laren aux Pays-Bas. Il expose la collection de l'artiste américain William Henry Singer (nl) et abrite une salle de spectacle.

## Histoire

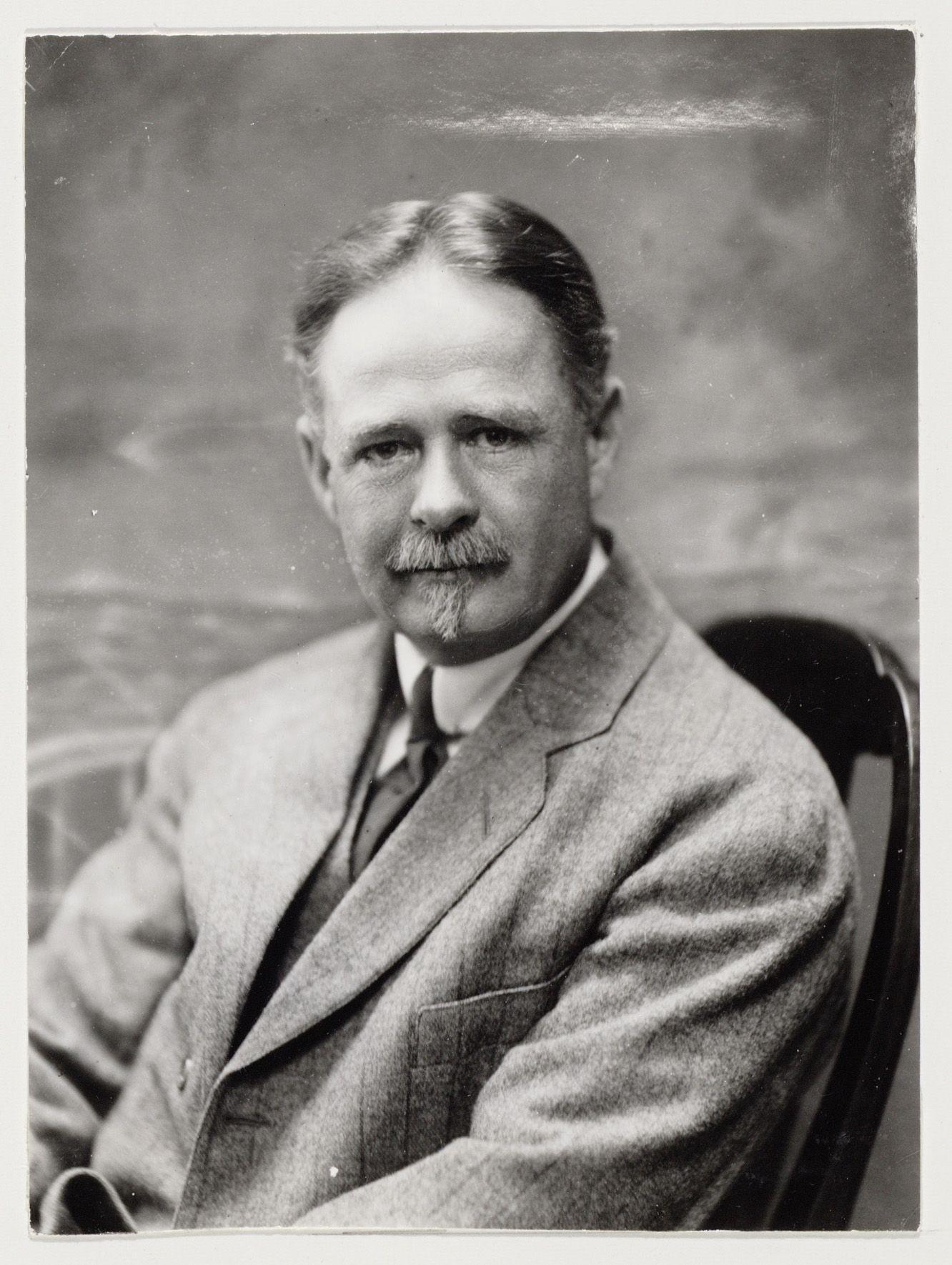
William Henry Singer, photographié par Jacob Merkelbach en 1913.

En 1954, Anna Spencer-Brugh, la veuve de William Henry Singer (nl), fonde la Singer Memorial Foundation afin de préserver la collection de son époux. Sous la direction de l'architecte néerlandais Wouter Hamdorff, De Wilde Zwanen, l'ancienne villa du couple à Laren, est rénovée et agrandie afin d'accueillir un musée, qui ouvre en 1956. Une salle de concert y est aménagée.
En 2012, un concours d'architecture est organisé afin de reconstruire le complexe, remporté par les cabinets krft Architects et Sanne Oomen de Oomen Ontwerp. Les travaux sont achevés en 2017.
Un tableau de Vincent van Gogh, Le Jardin du presbytère de Nuenen au printemps, est volé au musée dans la nuit du 29 au 30 mars 2020, jour de l'anniversaire de van Gogh. Le musée était alors fermé en raison de la pandémie de Covid-19 dans le pays. Le tableau était prêté par le musée de Groningue.

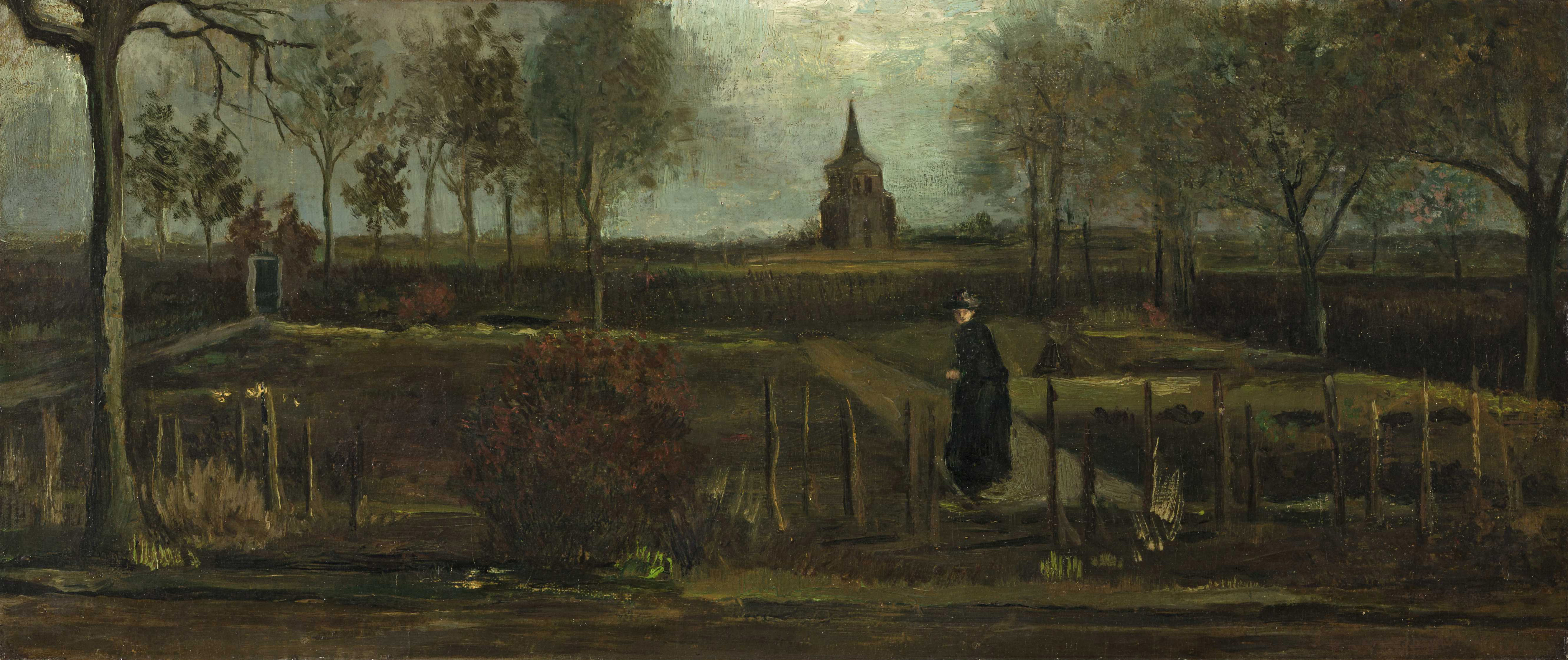
Le Jardin du presbytère de Nuenen au printemps peint par Vincent van Gogh en 1884.

## Collection
Le musée abrite la collection de William Henry Singer. Initialement centrée sur l'école de La Haye et les impressionnistes d'Amsterdam, elle s'est élargie à des œuvres néo-impressionnistes, expressionnistes, pointillistes et cubistes.